# Chrysolina pala
Chrysolina pala es un coleóptero de la familia Chrysomelidae.
Fue descrita científicamente en 1998 por Bienkowski.